# HMG-CoA reductasa
La HMG-CoA reductasa (3-hidroxi-3-metil-glutaril-CoA reductasa, abreviada oficialmente como HMGCR) es la enzima (dependiente de NADH,EC 1.1.1.88; dependiente de NADPH, EC 1.1.1.34) que controla la velocidad  de la vía del mevalonato, la vía metabólica que produce colesterol y otros isoprenoides.
Normalmente en las células de los mamíferos, esta enzima se encuentra reprimida por el colesterol derivado de la internalización y degradación de las lipoproteínas de baja densidad (LDL) por medio del receptor de LDL, también resulta reprimida por las especies oxidadas de colesterol. Los inhibidores competitivos de la reductasa inducen la expresión de los receptores LDL en el hígado, el cual en respuesta aumenta el catabolismo de las LDL plasmáticas haciendo descender los niveles plasmáticos de colesterol. Esto es un hecho médicamente relevante ya que las concentraciones plasmáticas de colesterol son un importante determinante de la ateroesclerosis. Esta enzima, por lo tanto, es la enzima diana de un amplio grupo de fármacos destinados a disminuir las concentraciones plasmáticas de colesterol; este grupo de fármacos se conoce colectivamente como estatinas.
La HMG-CoA reductasa se encuentra anclada a la membrana del retículo endoplásmico, y desde hace tiempo se cree que posee siete dominios transmembrana, con el sitio activo localizado en un gran dominio carboxilo terminal localizado en el citosol. Sin embargo evidencias más recientes parecen indicar que esta proteína contiene ocho dominios transmembrana.
En humanos, el gen que codifica para la HMG-CoA reductasa se encuentra localizado en el brazo largo del cromosoma 5 (5q13.3-14). Existen enzimas relacionadas que cumplen la misma función en otros animales, en plantas y en bacterias.

## Estructura
La principal isoforma (isoforma 1) de la HMG-CoA reductasa en humanos posee 888 aminoácidos de longitud. Se trata de una proteína transmembrana politópica (lo que quiere decir que posee muchos segmentos alfa hélice transmembrana).
Contiene dos dominios principales:
- Un dominio N-terminal detector de esteroles (intervalo de aminoácidos del 88 al 218), que se une a grupos esterol. Cuando el colesterol se une en esta región se inhibe la actividad del dominio catalítico.
- Un dominio C-terminal catalítico (intervalo de aminoácidos del 489 al 871), llamado el dominio 3-hidroxi-3-metil-glutaril-CoA reductasa. Este dominio es necesario para el correcto funcionamiento enzimático de la proteína.

La isoforma 2 posee 835 aminoácidos de longitud. Esta variante es más corta debido a que carece de un exón en su región central. Esta modificación no afecta a ninguno de los anteriormente citados dominios.

## Función
La HMGCR cataliza la conversión del HMG-CoA a ácido mevalónico. La reacción catalizada por la HMG-CoA humana requiere de NADPH como fuente de equivalentes de reducción, las enzimas de otras especies pueden hacer uso de NADH:
siendo este un paso necesario para la síntesis de colesterol por la vía del mevalonato:
| Vía del mevalonato |

## Inhibidores

### Fármacos
Los fármacos que inhiben a la HMG-CoA reductasa, conocidos colectivamente como inhibidores de la HMG-CoA reductasa o estatinas; se utilizan para disminuir los niveles séricos de colesterol ya que esto significa una reducción de los riesgos de padecer una enfermedad cardiovascular.
Entre estos fármacos se incluyen por ejemplo la rosuvastatina (CRESTOR), lovastatina (Mevacor), atorvastatina (Lipitor), pravastatina (Pravachol), fluvastatina (Lescol), pitavastatina (Livalo), y la simvastatina (Zocor). El extracto de arroz rojo fermentado (arroz sobre el que se ha cultivado la levadura Monascus purpureus), una de las fuentes naturales donde fueron descubiertas las estatinas, contiene varias moléculas naturales conocidas como monacolinas capaces de reducir los niveles de colesterol. La más activa de estas moléculas es la monacolina K, o lovastatina (anteriormente vendida bajo el nombre comercial Mevacor, y ahora disponible como lovastatina genérica).
El vytorin es un fármaco que combina el uso de simvastatina y ezetimibe, la primera reduce la formación de colesterol en todas las células del organismo, mientras que el ezetimibe reduce la absorción de colesterol en el intestino, típicamente en un 53%.

### Hormonas
La HMG-CoA reductasa se encuentra activa mientras los niveles de glucosa en la sangre son altos. Las funciones básicas de la insulina y el glucagón son las del mantenimiento de la homeostasis de la glucosa. Por lo tanto, al controlar los niveles de azúcar en la sangre, se controla indirectamente la actividad de la HMG-CoA reductasa, pero la disminución en la actividad de esta enzima es causada por una proteína quinasa activada por AMP, la cual responde a un aumento en los niveles de AMP, como también a la leptina (véase 4.4, fosforilación de la reductasa).

## Importancia clínica
Ya que la reacción catalizada por la HMG-CoA reductasa es el paso limitante en la velocidad de la síntesis de colesterol, esta enzima representa la mayor diana única para los fármacos destinados a disminuir los niveles de colesterol en humanos utilizada en la actualidad. La importancia médica de la HMG-CoA reductasa ha continuado expandiéndose más allá de su papel directo en la síntesis del colesterol, a continuación del descubrimiento de que las estatinas pueden ofrecer beneficios cardiovasculares independientes de su acción como reductora de los niveles de colesterol. Las estatinas han demostrado poseer propiedades antiinflamatorias, muy probablemente como resultado de su habilidad para limitar la producción de isoprenoides requeridos para determinadas porciones de la respuesta inflamatoria. Debería notarse que este bloqueo en la síntesis de isoprenoides mediado por las estatinas se ha mostrado prometedor en modelos murinos de esclerosis múltiple, una enfermedad inflamatorioa autoinmune.
La HMG-CoA reductasa es una importante enzima relacionada con el desarrollo embrional. La inhibición de su actividad y la concomitante falta de isoprenoides puede conducir a defectos en la migración de células germinales como así también puede causar hemorragia intracerebral.

## Regulación

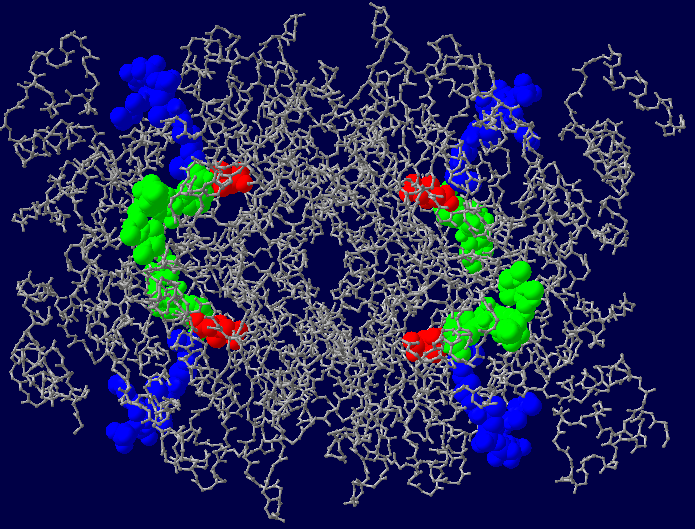
Complejo HMG-CoA reductasa-Substrato (en azul:Coenzima A, rojo:HMG, verde:NADP)

La regulación de la HMG-CoA reductasa se lleva a cabo a varios niveles: transcripción, traducción, degradación y fosforilación.

### Transcripción del gen de la reductasa
La transcripción del gen de esta reductasa resulta aumentada por las proteínas de unión a elementos reguladores de esteroles (SREBP, por sus siglas en inglés). Estas proteínas se unen al elemento regulador de esterol (SRE), localizado al extremo 5' del gen de la reductasa. Cuando el SREBP se encuentra inactivo, aparece unido al retículo endoplásmico o a la envoltura nuclear con otra proteína llamada proteína escisora-activante de SREBP (SCAP). Cuando los niveles de colesterol descienden, las SREBP son liberadas de las membranas por un mecanismo de proteólisis y migran al núcleo celular, donde se unen al SRE, aumentando la transcripción. Si los niveles de colesterol aumentan, la escisión proteolítica de las SREBP cesa, y cualquier proteína de este tipo presente en el núcleo resulta rápidamente degradada.

### Traducción del ARNm
La traducción del ARNm de esta enzima resulta inhibido por un derivado del mevalonato, el cual se ha reportado que podría ser el farnesol, aunque este papel ha sido disputado.

### Degradación de la reductasa
El aumento en los niveles de esteroles aumentan la susceptibilidad de esta reductasa a la degradación asociada al retículo endoplásmico (DARE) y proteólisis. Las hélices 2-6 (de un total de 8) del dominio transmembrana de la HMG-CoA reductasa detectan los niveles elevados de colesterol, lo que conduce a la exposición de la lisina 248. Este residuo de lisina puede ser ubiquinado por la ligasa E3 AMFR, sirviendo como señal para la degradación proteolítica.

### Fosforilación de la reductasa
La regulación a corto plazo de la HMG-CoA reductasa se alcanza por la inhibición por fosforilación (en humanos, ocurre en la serina 872). Hace un par de décadas se pensaba que la actividad de la HMG-CoA reductasa estaba controlada por una cascada de enzimas: se creía que una quinasa de HMG-CoA era la que inactivaba a esta enzima, y esta quinasa en contraposición era activada vía fosforilación por una quinasa de quinasa de HMG-CoA. Una excelente revisión mucho más reciente de los mecanismos de regulación de la vía del mevalonato, llevada a cabo por los laureados con el premio Nobel Josehp Goldstein y Michael Brown; resulta más específica: La HMG-CoA reductasa resulta fosforilada e inactivada por una proteína quinasa activada por AMP, la cual también fosforila e inactiva a la acetil-CoA carboxilasa, la enzima limitante de la velocidad en la biosíntesis de ácidos grasos. Por lo tanto, ambas vías metabólicas que hacen uso de acetil-CoA para la síntesis de lípidos, son inactivadas cuando los niveles de energía en el interior de la célula están bajos y los niveles de AMP aumentan. Ha sido un gran reto para los investigadores el identificar a las quinasas que corriente arriba fosforilan y activan a la proteína quinasa activada por AMP.
Bastante recientemente, se ha identificado a la LKB1 como la AMP quinasa quinasa más probable, la cual aparentemente involucra a un mecanismo de señalización mediado por calcio/calmodulina. Esta vía de señalización probablemente transduce señales de la leptina, adiponectina, y otras moléculas de señalización.